# Демидчик, Юрий Евгеньевич
Юрий Евгеньевич Демидчик (14 марта 1958, Минск, Белорусская ССР — 13 марта 2017, Минск, Белоруссия) — белорусский врач-онколог, доктор медицинских наук, профессор, член-корреспондент Национальной академии наук Белоруссии. Ректор Белорусской медицинской академии последипломного образования (2009—2014) .

## Биография
Родился в семье врачей. В 1981 г. с отличием окончил Минский государственный медицинский институт по специальности «лечебное дело». Трудовую деятельность начал в научно-исследовательском институте онкологии и медицинской радиологии, прошел путь от клинического ординатора до ведущего научного сотрудника отдела хирургических и комбинированных методов лечения (1981—1994).
В 1989 г. защитил диссертацию на соискание ученой степени кандидата медицинских наук «Комбинированное лечение больных раком легкого с использованием радиомодифицирующих воздействий».
В 1994—2009 гг. работал в должностях ассистента, доцента и заведующего кафедрой онкологии Минского государственного медицинского института/Белорусского государственного медицинского университета.
В 1998 г. защитил диссертацию на соискание ученой степени доктора медицинских наук «Радикальное лечение больных раком легкого». Ученое звание профессора присвоено в 2002 г.
В 2009 г. был избран членом-корреспондентом НАН Беларуси.
В 2009—2014 гг. — ректор Белорусской медицинской академии последипломного образования (БелМАПО). Инициировал создание трех научных кафедр: трансплантологии, пластической хирургии и комбустиологии, а также ряда докторских советов.
С октября 2014 г. — заведующий кафедрой онкологии БелМАПО.
Умер 13 марта 2017 года, похоронен на Восточном кладбище Минска.

## Научная деятельность
Занимался разработкой новых методов диагностики и лечения рака легкого, щитовидной железы, яичников и новообразований средостения, включая молекулярно-генетические механизмы патогенеза злокачественных новообразований. Крупными международными организациями привлекался к реализации масштабных международных проектов, связанных с последствиями радиационных аварий, в том числе на Чернобыльской АЭС и на Фукусиме.
Подготовил 14 кандидатов и 3 докторов наук. С 2003 г. был экспертом ВОЗ по вопросам радиогенного рака.
Многие годы возглавлял Совет по защите диссертаций по специальностям «хирургия, анестезиология и реаниматология, урология, трансплантация и искусственные органы» при БелМАПО, являлся членом Совета по защите диссертаций при РНПЦ онкологии и медицинской радиологии им. Н. Н. Александрова. В 2004—2009 гг. работал в составе экспертного совета ВАК и государственного экспертного совета по здравоохранению Государственного комитета по науке и технологиям. Был членом редакционных советов журналов «Медицина», «Здравоохранение Беларуси».
Избирался членом Европейской ассоциации по изучению рака и членом правления Белорусского общества онкологов.

## Научные труды
Автор более 600 научных работ, в том числе 21 монографии:
- «Щитовидная железа» (Нагасаки, Минск, 1998)
- «Биомедицинские аспекты взаимодействия тиреоидных гормонов с эритроцитами при раке щитовидной железы» (2001)
- «Опухоли и опухолеподобные процессы у детей: классификация, морфология, гистогенез, молекулярная биология» (2002)
- «Щитовидная железа у детей» (Минск, Нагасаки, Питсбург, 2002)
- «Клиническая онкология» (2003)
- «Комплексный метод скрининга в снижении запущенности рака молочной железы у женского населения Республики Беларусь» (2011)

## Награды и звания
«Отличник здравоохранения Республики Беларусь».